# Amerila crokeri
Amerila crokeri (tên tiếng Anh: Croker's Frother) là một loài bướm đêm thuộc phân họ Arctiinae, họ Erebidae. Nó được tìm thấy ở New South Wales và Queensland ở Úc, New Guinea và New Britain.
Sải cánh dài khoảng 50 mm.

## Hình ảnh

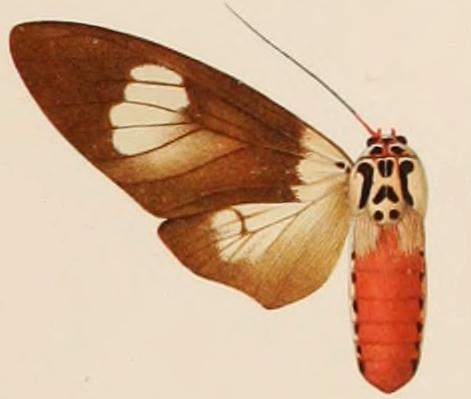
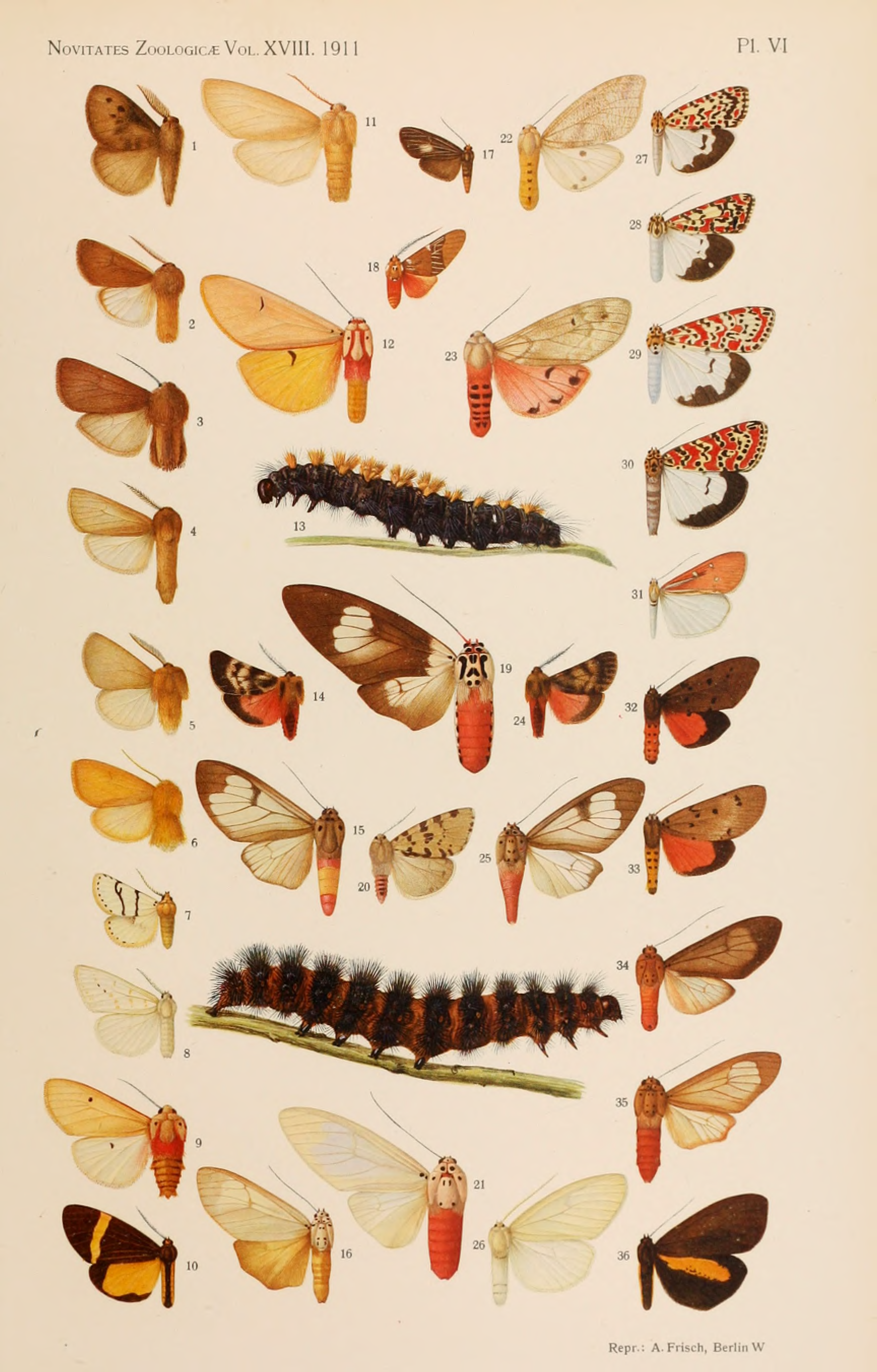